# Kampfstiefel

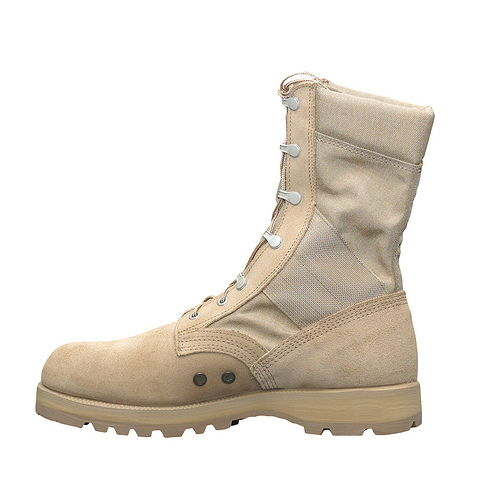
Ein amerikanischer Kampfstiefel (Combat boot)

Kampfstiefel oder Kampfschuhe sind Lederschuhe, die Soldaten im Gefecht tragen. Die Bezeichnung „Kampfstiefel“ ist in der Bundeswehr und der Schweizer Armee üblich geworden. Dieser Schuhtyp wird sowohl zu Kampfanzügen als auch zu Militärparaden und militärischen Aufzügen in den Armeen der Welt verwendet. Umgangssprachlich wird dieser Schuh in Deutschland auch als „Kommissstiefel“ bezeichnet. Eine Frühform dieses Schuhtyps war der Stulpenstiefel. In Österreich lautet die offizielle Bezeichnung beim Bundesheer „Feldschuh“. Je nach Land und Armee-Einheit wird zu verschiedenen Anlässen bis heute traditionelles Schuhwerk wie der seltener gewordene Schaftstiefel oder der Schnürschuh in seiner modernen Form verwendet. Die Bezeichnung „Kampfstiefel“ wird in der Bundesrepublik Deutschland umgangssprachlich sowohl für Knobelbecher als auch für Schnürschuhe verwendet. Die Gebirgstruppen tragen hingegen Bergstiefel, die Fallschirmtruppen Springerstiefel. Der im Englischen geläufige Begriff „Combat boots“, der heute auch für Schuhe der internationalen Modeindustrie verwendet wird, beinhaltet hauptsächlich schnürschuhähnliche Modelle. Mit „Jack boots“ werden im englischsprachigen Raum die Reitstiefel der Kavallerie, darunter die Kürassierstiefel und die genagelten und ungenagelten Schaftstiefel der Infanterie, bezeichnet. Auch dieser Begriff hat inzwischen Eingang in den zivilen Markt gefunden und wurde teils auf geschnürte Schuhe übertragen. Abgeleitet von den geschnürten Kampfstiefeln haben sich nach dem Zweiten Weltkrieg die durch den deutschen Militärarzt Klaus Märtens entwickelten Dr.-Martens-Schuhe etabliert, die bei einigen Subkulturen beliebt sind.